# Þorlákshöfn
Þorlákshöfn (translittération latine approximative « Thorlakshofn ») est une localité islandaise de la municipalité d'Ölfus située au sud de l'île, dans la région de Suðurland. En 2011, la ville comptait 1 533 habitants.
Il s'agit d'un des principaux ports de la côte sud de l'Islande entre Grindavík à l'ouest et Höfn à l'est. Point de départ pour les ferries à destination de Heimaey dans les îles Vestmann, il est depuis 2010 supplanté par le nouveau port de Landeyjahöfn, situé juste en face de Heimaey.

## Sports
Le club de Basket-ball de l'UMF Þór Þorlákshöfn a été champion d'Islande en 2021.

## Culture locale et patrimoine

### Lieux et monuments
- Phare de Þorlákshöfn
- Raufarhólshellir (en), tube de lave

### Personnalités liées à la localité
- Jón Guðni Fjóluson (1989-) : footballeur né à Þorlákshöfn.